# روبرت جون بورتر
روبرت جون بورتر هو سياسي كندي، ولد في 1867، وتوفي في 24 أبريل 1922 بسبب ذات الرئة.